# Muhàmmad Pulad Beg Khan
Muhàmmad Pulad Beg Khan (+1876) fou un efímer kan de Khokand. Era fill d'Atalik Khan que al seu torn era fill d'Alim Khan, no obstant algunes fonts parlen que en realitat era un usurpador, un venedor de tabac de Piskent de nom Mul·là Ixaq, i que el verdader Pulad Beg vivia amb la seva mare a Samarcanda.
El 22 de juliol de 1875 es va produir una revolta general contra el kan Muhàmmad Khudayar Khan que va fugir del país cap a Taixkent, territori rus. Molts prínceps es van posar al costat dels rebels. Com a kan fou proclamat Nasrudin Khan, que va transigir amb els russos; però molts caps rebels actuaven pel seu compte sense considerar la política del kan i es van fer alguns atacs a estacions russes. La guerra santa contra els russos va esclatar el setembre de 1875. Com que el kan el que volia era ser reconegut i donar per acabada la revolució, es va posar de costat dels russos, i va perdre suport; al aftobacha va començar a reclutar un exèrcit i el quirguisos i altres rebels van proclamar a Pulad Beg com a kan.
El desembre de 1875 el kan va signar el tractat de Marghilan que cedida una part del kanat a Rússia i es comprometia a pagar una forta indemnització; com que el kan no podia dominar el kanat va demanar ajust als russos que van tenir un fracàs quan van atacar Andijan d'on es van haver de retirar. Però les condiciones del tractat van provocar una revolta a Kokand i la població aixecada va obligar a Nasrudin a fugir i els partidaris de Pulad Khan i Abd al-Gafar, l'altra cap rebel, antic beg d'Ura Tepe, van ocupar la capital. Pulad es va establir a Kokand. Namangan es va revoltar i els quipxaqs hi van entrar, i va haver de ser bombardejada i destruïda pel general Mikhaïl Skobelev. Fortes columnes dels anomenats rebels apareixien ara arreu del kanat. Skobelev els va derrotar en una batalla en camp obert i va ordenar assolar el districte entre el Narin i el Sirdarià, zona que ocupaven els quiptxaqs, aprofitant el gener en què els nòmades estaven tots als seus quarters d'hivern; seguint al nord del riu va destruir Patia, el principal establiment quiptxaq, i a aquestos els va derrotar altre cop i ho va destruir tot fins a Sarkhaba. Llavors es va dirigir a Andijan a la que va comminar a rendir-se; com que va refusar, fou bombardejada de manera cruel infringint uns danys terribles a civils i militars. Va tornar a aconseguir la victòria a Assaki, el que va obligar a rendir-se a les regions de Xahrikhana i Marghilan; l'1 de febrer de 1876 el aftobacha, que havia estat l'ànima de la revolta, es va entregar, i es va rendir incondicionalment, junt amb Batir Tiura, Isfendiyar i altres caps.
La població de Kokand, veient els que el venia al damunt, va enviar una delegació a Khodjend, on estava Nasrudin, demanant el seu retorn, però quan tornava fou atacat per forces de Pulad Beg i el seu grup fou dispersat; el mateix kan Nasrudin va poder escapar per poc cap a Makhram. Però l'endemà Pulad Beg es refugiava a les muntanyes Alai prop de Ust Kurgan, ciutat que poc després fou ocupada per forces russes que van capturar molts dels seus seguidors. Mentre Nasrudin va retornar a Kokand però ja els russos havien decidit annexionar el kanat cosa que van fer tot seguit.
Pulad beg fou fet presoner per un quirguís i portat a Marghilan, on fou penjat sota el càrrec d'haver matat a 12 soldats presoners russos que havia fet presoners.